# Haarwürmer
Haarwürmer (Capillaria) sind eine Gattung der Fadenwürmer, die in inneren Organen von Wirbeltieren parasitieren. Beim Menschen sind vor allem der Lungenhaarwurm, Leberhaarwurm und in Asien Capillaria philippinensis (Erreger der Capillariasis) von Bedeutung. Veterinärmedizinisch spielen Haarwurminfektionen insbesondere bei Hunden (→ Fadenwurminfektionen des Hundes) und beim Geflügel eine Rolle. Einige Capillaria-Arten wurden früher der Gattung Thominx zugeordnet.

## Merkmale
Haarwürmer sind sehr dünne, 7 bis 80 mm lange Rundwürmer. Wie bei allen Trichocephalida gliedert sich der Ösophagus in einen vorderen, muskulären, und einen hinteren, drüsigen Teil. Im Gegensatz zu ihrer Schwestergattung, den Peitschenwürmern, ist ihr Hinterende nicht verdickt. Männchen besitzen nur ein Spiculum mit ausstülpbarer Scheide, das aber auch ganz fehlen kann.

## Systematik
Man unterscheidet etwa 300 Arten, weshalb von einigen Autoren auch eine Teilung in bis zu 22 Gattungen (Amphibiocapillaria, Aonchotheca, Baruscapillaria, Calodium, Capillaria, Capillostrongyloides, Crocodylocapillaria, Echinocoleus, Eucoleus, Freitascapillaria, Gessyella, Liniscus, Paracapillaria, Paracapillaroides, Pearsonema, Paratrichosoma, Pseudocapillaria, Piscicapillaria, Pseudocapillaroides, Pterothominx, Schulmanela und Tenoranema) vorgenommen wurde, die medizinisch-parasitologische Literatur verwendet aber größtenteils weiterhin die Gattungsbezeichnung Capillaria.
Das Interim Register of Nonmarine and Marine Genera listet folgende Arten:
- Capillaria aerophila (Creplin, 1839)
- Capillaria africana (Khalil, 1977)
- Capillaria alaudae Rudolphi, 1819
- Capillaria alphia Boch & Forstner, 1959
- Capillaria anatis (Schrank, 1790)
- Capillaria angusta Dujardin, 1845
- Capillaria annulata (Molin, 1858)
- Capillaria annulosa Dujardin, 1845
- Capillaria ariusi (Parukhin, 1989)
- Capillaria armeniaca Kirschenblatt, 1939
- Capillaria avellari
- Capillaria bombinatoris (Linstow, 1892)
- Capillaria bovis (Schnyder, 1906)
- Capillaria brasiliana Freitas, 1933
- Capillaria bufonis Morishita, 1926
- Capillaria caballeroi (Khalil, 1977)
- Capillaria cadovulvata Madsen, 1945
- Capillaria calliopis Yamaguti, 1941
- Capillaria catastomi Pearse, 1924
- Capillaria caudinflata (Molin, 1858)
- Capillaria cecumitis (Ching, 1990)
- Capillaria chandigarhensis (Kalia & Gupta, 1985)
- Capillaria chauhani Gupta & Kumar, 1975
- Capillaria cholidicola Soltys, 1952
- Capillaria cincli Yamaguti, 1941
- Capillaria coeca Matsaberidze, 1981
- Capillaria columbae Rudolphi, 1819
- Capillaria combesi Chabaud & Knoepffler, 1985
- Capillaria combologiodes Ehrlich & Mikacic, 1940
- Capillaria confusa Freitas & Almeida, 1935
- Capillaria contorta (Creplin, 1839)
- Capillaria costacruzi Travassos, 1932
- Capillaria crococilus Ashford & Muller, 1978
- Capillaria crossostomae Wang, 1987
- Capillaria cubana Freitas & Lent, 1937
- Capillaria cyanopicae Lopez-Neyra, 1946
- Capillaria decapteri Luo, 2001
- Capillaria dicruri (Wang, 1987)
- Capillaria didelphis Butterworth & Beverley-Burton, 1977
- Capillaria diesingi Kolenati, 1856
- Capillaria eberthi Freitas & Lent, 1935
- Capillaria emberizae Yamaguti, 1961
- Capillaria erinacei Rudolphi, 1819
- Capillaria eubursata (Skarbilovitsch, 1946)
- Capillaria euproctus Boulenger, 1917
- Capillaria europaea Mas-Coma, 1985
- Capillaria euryali Ricci, 1949
- Capillaria exigua Dujardin, 1845
- Capillaria falconis-nisi Diesing, 1851
- Capillaria feliscati Diesing, 1851
- Capillaria forresteri Kinsella & Pence, 1987
- Capillaria freitaslenti Araujo & Gandra, 1941
- Capillaria fritschi Travassos, 1914
- Capillaria fudingensis Wang, 1982
- Capillaria fujianensis Wang, 1982
- Capillaria fulicae (Pavlov & Borgarenko, 1959)
- Capillaria fuzhouensis Wang, 1982
- Capillaria gallinae (Cheng, 1982)
- Capillaria giganteus (Wang, 1984)
- Capillaria gracilis (Bellingham, 1840)
- Capillaria hakofugu Araki & Machida, 1991
- Capillaria hepatica (Bancroft, 1893)
- Capillaria herodiae Boyd, 1966
- Capillaria hokkaidensis (Asakawa, Kamiya & Ohbayashi, 1988)
- Capillaria honghuensis Sun & Wu, 1993
- Capillaria hydrochoeri Travassos, 1916
- Capillaria incrassata Diesing, 1851
- Capillaria italica Ricci, 1949
- Capillaria kashmirensis Raina & Kaul, 1982
- Capillaria khalili Arya, 1993
- Capillaria konstantini Romashov, 1999
- Capillaria kutori Ruchljadeva, 1946
- Capillaria legerae Justine, Ferte & Bain, 1987
- Capillaria lepidopodis Johnston & Mawson, 1944
- Capillaria limicolae (Gubanov & Mamajev, 1964)
- Capillaria longicauda Freitas & Lent, 1935
- Capillaria longipes Ransom, 1911
- Capillaria longispicula Sonsino, 1889
- Capillaria longistriata Walton, 1923
- Capillaria magnova Justine, 1990
- Capillaria margolisi Moravec & McDonald, 1981
- Capillaria marii (Ruchljadev, 1946)
- Capillaria maxillosa Vaz & Pereira, 1930
- Capillaria medjerdae Bernard, 1964
- Capillaria merluccii Reimer, 1991
- Capillaria michiganensis Read, 1949
- Capillaria mingazzinii Rizzo, 1902
- Capillaria miniopterae Thomas, 1959
- Capillaria mogerae Mamaev & Ochotina, 1968
- Capillaria mogurndae Yamaguti, 1941
- Capillaria moraveci Esteban, Mas-Coma, Oltra-Ferrero & Botella, 1991
- Capillaria mucronata Molin, 1858
- Capillaria muris Uyeyama, 1928
- Capillaria murismusculi Diesing, 1861
- Capillaria murisnitedulae Diesing, 1897
- Capillaria myotisi Bernard, 1987
- Capillaria namibiensis
- Capillaria neopulchra Babos, 1954
- Capillaria nyrocinarum Madsen, 1945
- Capillaria obsignata Madsen, 1945
- Capillaria ohbayashii Justine, 1992
- Capillaria ornamentata Spratt, 2006
- Capillaria ovis
- Capillaria ovopunctata Linstow, 1873
- Capillaria ovoreticulata
- Capillaria palmata Chandler, 1938
- Capillaria papillosa Polonio, 1860
- Capillaria pearsei Baylis, 1928
- Capillaria perforans Kotlán & Oross, 1931
- Capillaria petruschewskii (Schulman, 1948)
- Capillaria petterae (Kalia & Gupta, 1985)
- Capillaria phalacrocoraxi Borgarenko, 1975
- Capillaria phasianina Kotlán, 1940
- Capillaria pipistrelli Yamaguti, 1941
- Capillaria piscatori Ray & Majumdar, 1995
- Capillaria plagiaticia Freitas & Mendonça, 1959
- Capillaria plica Rudolphi, 1819
- Capillaria praeputialis Obendorf, 1979
- Capillaria procyonis Pence, 1975
- Capillaria pudendotecta Lubimova, 1947
- Capillaria pulchra Freitas, 1934
- Capillaria putorii Rudolphi, 1819
- Capillaria raillieti Lopez-Neyra, 1947
- Capillaria ranae Wang, 1982
- Capillaria rangiferi Mitskewich, 1957
- Capillaria ransomia Barker & Noyes, 1915
- Capillaria recondita Freitas & Lent, 1942
- Capillaria resecta Dujardin, 1845
- Capillaria retusa Rail, 1893
- Capillaria rickardi Beveridge & Barker, 1975
- Capillaria rigidula (Dujardin, 1845)
- Capillaria ryzhikovi Daja, 1967
- Capillaria schmidti Arya, 1985
- Capillaria sentiosa Travassos, 1927
- Capillaria serpentina Harwood, 1932
- Capillaria sibirica Románov, 1955
- Capillaria sichuanensis Wang & Jiang, 1986
- Capillaria similis Kowalewski, 1903
- Capillaria sinipercae Sun & Wu, 1993
- Capillaria skrjabini Wassilkowa, 1926
- Capillaria sonsinoi Parona, 1897
- Capillaria soricicola Yokogawa & Nishigori, 1924
- Capillaria spiculatus Freitas, 1933
- Capillaria spinosa MacCallum, 1926
- Capillaria spinulosa Linstow, 1890
- Capillaria splenacea Dujardin, 1843
- Capillaria strigis Johnston & Mawson, 1941
- Capillaria strigis Froelich, 1802
- Capillaria suis Pigolkin, 1958
- Capillaria sunci Chen, 1937
- Capillaria talpae Siebold, 1850
- Capillaria tasmanica Johnston & Mawson, 1945
- Capillaria tenuissima (Rudolphi, 1803)
- Capillaria texensis (Moravec & Huffman, 2000)
- Capillaria totani (Linstow, 1875)
- Capillaria traverae
- Capillaria tridens Dujardin, 1845
- Capillaria tritoniscristati Diesing, 1861
- Capillaria tritonispunctati Diesing, 1851
- Capillaria tuberculata (Linstow, 1914)
- Capillaria tumida Zeder, 1803
- Capillaria venusta Freitas & Mendonca, 1958
- Capillaria vespertilionis Rudolphi, 1819
- Capillaria vietnamensis (Parukhin, 1980)
- Capillaria wickinsi Ogden, 1965
- Capillaria xenopi (Moravec & Cosgrove, 1982)
- Capillaria yamagutii Tadros & Mahmoud, 1968

Synonyme des Gattungsnamens sind: Amphibiocapillaria Moravec 1982, Callodium Jägerskiöld 1909, Calodium Dujardin 1844, Capillaroides Moravec 1987, Hepatocapillaria Moravec 1987, Leniscus Dujardin 1844, Neocapillaria Moravec 1987, Procapillaria Moravec 1987, Pseudocapillaroides Moravec & Cosgrove 1982, Ritaklossia Teixeira de Freitas 1959, Thrichosomum Gervais & Beneden 1859, Trichosoma Rudolphi 1819, Trichosomum Creplin 1839, Trichostoma Westwood 1851 und Tricosoma Jasperi 1913.